# Zeppelin-Museum Meersburg
Das Zeppelin Museum Meersburg wurde 1989 als Privatsammlung von Heinz Urban gegründet und beherbergt im Kellergeschoss eines alten Gebäudes in Meersburg, Schloßplatz 8, an der Verbindungstreppe zwischen Steigstraße und Burg Meersburg Bauteile, Uniformen, Briefe, Inventar, Speisekarten und Bücher aus der Zeit der Zeppeline von 1900 bis 1937. Bisher sind etwa 15.000 Exponate, zu 80 % technische Teile, zusammengetragen worden.

## Filme über Zeppeline
Die Besucher können auf Wunsch Filme über die Ära der Zeppeline anschauen, darunter den Film „Fliegendes Schiff“ über den Anfang mit LZ 1 und das Ende mit dem Absturz der „ LZ 129 Hindenburg“ in Lakehurst.

## Uniformen der Besatzung
Uniformen und Mützen der Mannschaften werden anhand von Puppen dargestellt.

## Kommunikation der Zeppeline
Zu sehen sind original erhaltene Fernschreiber und Morsesender um 1900, Lang- und Kurzwellenempfänger und -sender.

## Einzelstücke aus der Ausstellung
Zum erhaltenen Luftschiffinventar gehören Essbesteck, Bordporzellan, Gläser aus dem LZ 127. Alle sind wegen der Platzknappheit in den Luftschiffen individuell gestaltet.

## Bücher über Zeppeline
Nur ein Teil der gesammelten Literatur zum Thema Zeppelin ist ausgestellt. Darüber hinaus wird ein Luftschiffarchiv für Wissenschaftler unterhalten. Vom Museum wurden in sehr kleiner Auflage Bücher zum Thema Zeppeline der kaiserlichen Marine und Heeresluftschiffe herausgegeben.